# المسيحية في جزيرة كريسماس

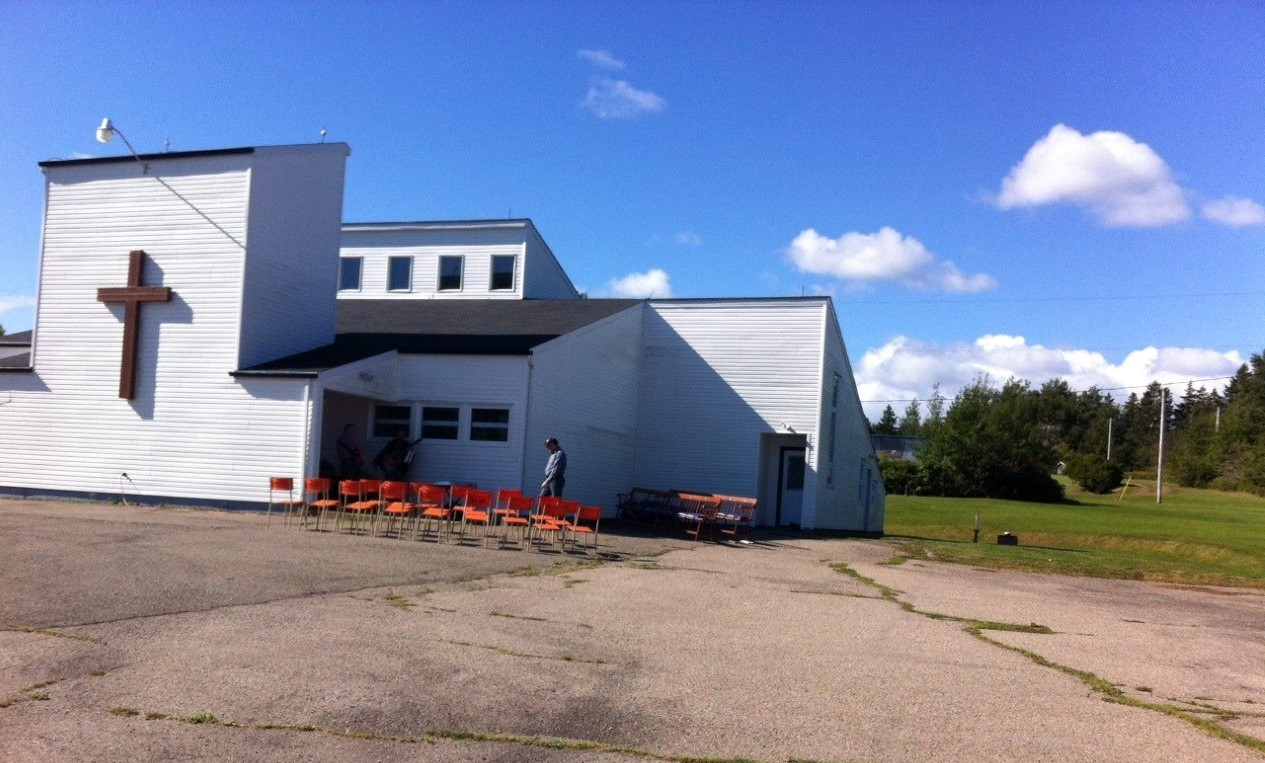
كنيسة القديس بارا البروتستانتية في جزيرة كريسماس.

المسيحية هي أقلية في جزيرة كريسماس، وبحسب تعداد السكان حوالي 8.9% من السكان هم من المسيحيين. وهي ثالث أكبر الديانات في البلاد بعد البوذية . هناك وجود أنجليكاني في الجزيرة، ويتبع المجتمع الأنجليكاني أبرشية بيرث الأنجليكانية في أستراليا. وهناك أيضاً تواجد لأتباع الكنيسة الرومانية الكاثوليكية، ويتبعون إدارياً أبرشية سنغافورة. هناك أيضا مجموعات من أتباع الكنيسة الميثودية والمشيخية في الجزيرة. أغلب مسيحيون الجزيرة هم من أصول أسترالية وإنجليزية إلى جانب أقلية صينية، ويعتبر كل من عيد الميلاد وعيد القيامة عطل رسمية ووطنية في الجزيرة.